# Calçoene (rivier)
De Calçoene (Portugees: Rio Calçoene) is een Braziliaanse rivier die door de staat Amapá stroomt en uitmondt in de Atlantische Oceaan. 

## Loop
De rivier ontspringt in de Serra Lombarda in het noorden van de staat Amapá. De rivier stroomt oostwaarts waarna de rivier uitmondt in de Atlantische Oceaan.

## Plaatsen
De rivier de Calçoene stroomt langs de gelijknamige plaats Calçoene.

## Zijrivieren
De Calçoene heeft een aantal zijrivieren. In volgorde stroomafwaarts:
- Trapiche
- Igarapé Carnot Pequeno